# 半妖の夜叉姫
『半妖の夜叉姫』（はんようのやしゃひめ）は、読売テレビを制作局として日本テレビ系列で放送されているテレビアニメ。第1期である壱の章は2020年10月3日から2021年3月20日まで放送され、第2期となる弐の章は2021年10月2日から2022年3月26日まで放送された。

## 概要
同じく読売テレビ・日本テレビ系列にて放送された高橋留美子原作のアニメ『犬夜叉』の世界観を基にしたアニメ作品であり、シリーズ構成を務めた隅沢克之によるオリジナルストーリーで展開される。本作は『犬夜叉』の続編と位置づけられておらず、殺生丸や犬夜叉の娘たち（とわ、せつな、もろは）を中心とした新たな物語が描かれる。キャッチコピーは「殺生丸には、娘がいる。」「その強さ、父ゆずり。」「過去と現代を駆けろ、未来（あした）を変えろ。」。
ストーリーは本作オリジナルのものであるが、第1話は『ヒーローズ・カムバック』や『犬夜叉ワイド版』に収録された最終回より未来を描いた読み切り「あれから」を下地としている他、『完結編』では尺の都合で省略された原作後半のエピソードを基とした話も製作されている。恋愛描写にも力を入れた作品にしていくとされており、とわ・せつな・もろはの3人には「かごめにとっての犬夜叉」と言える運命の出会いを「当然、用意しています。楽しみにしていてください。」と脚本を担当した隅沢克之は自信をのぞかせている。しかし、作中では3人が誰かしらと恋愛関係に発展することはなかった。
アニメーション制作は『犬夜叉』と同じくサンライズが担当。監督は壱の章では同作品の完結編の副監督を担当した佐藤照雄が、弐の章では同作品で演出を担当した菱田正和が務める。また、メインキャラクターデザインを原作者の高橋が担当する。『犬夜叉』から登場するキャラクターは基本的にキャストも引き継がれているが、一部のキャストは完結編終了後に死去または療養中のため変更されている。
なお、サンライズが同社名義で製作するテレビアニメは本作品の弐の章が最後となった。

## あらすじ

### 壱の章
四魂の玉の消滅から3年半後、犬夜叉たちは妖怪根の首の討伐に携わっていた。根の首は退治されたものの、その残骸は時代樹と一体化してしまう。
さらに数年の時は流れ、殺生丸はりんとの間に双子の娘・とわとせつなを、犬夜叉も日暮かごめとの間に一人娘のもろはを儲けていた。
とわとせつなは森で2人仲良く暮らしていたが、4歳のある日森の火事に巻き込まれて離れ離れとなってしまう。時代樹の時空を超えるトンネルを潜り抜けたとわは戦国時代から現代にタイムスリップし、かごめの弟である日暮草太の家で育てられる。一方、せつなは半妖の隠れ里や楓の村で成長し、琥珀が頭領を務める妖怪退治屋に加わった。
姉妹が生き別れてから10年後、虹色真珠の力を欲した根の首により、時代樹のトンネルが再度開く。せつなともろはが現代に現れたことにより、姉妹は10年ぶりに再会するも、せつなは夢の胡蝶に夢を食われ、眠りを奪われたことが原因で幼い頃の記憶を失っており、とわを姉と認めようとしなかった。それを知ったとわは、せつなの夢を取り戻すため戦国時代への帰還を決意する。もろはと根の首の交渉によって再び時空のトンネルが開くが、3人の前に時代樹の精霊が現れ、彼女らの祖父・犬の大将と並ぶ大妖怪である麒麟丸と、麒麟丸に加担する殺生丸の討伐を依頼される。とわとせつなは問答の末に依頼を突っぱねたが、どうにか3人は戦国時代に帰還する。
かくして、とわとせつな、そしてもろはの妖怪の血を引く夜叉姫たちは、妖怪退治の依頼を受けながらそれぞれの目的のために戦っていくが、その先には麒麟丸とその配下である四凶が待ち構えていた。

### 弐の章
麒麟丸との決戦に敗れ、せつなを喪ったとわたちだが、殺生丸から折れた天生牙を与えられる。とわは天生牙に全妖気を込めることで、せつなを蘇生させることができた。刀々斎はせつなへの冥土の土産のつもりで作成した武器「所縁の断ち切り」を蘇生したせつなに与えた後、とわに麒麟丸に対抗する武器として「吸妖魂の根」を捜すように忠告した。
吸妖魂の根があるという産霊山にたどり着いたとわたちは、りおんと名乗る少女と出会う。彼女は麒麟丸の娘であったが、既に命を落としていた。りおんは吸妖魂の根から麒麟丸が恐れるという唯一の武器「星斬りの笛」を作り出してとわに与える。りおんはせつなに父との縁を断ち切るように依頼したことにより、仮初の肉体を経て産霊山から解放される。
夜叉姫たちはりおんの協力も得て、麒麟丸の陰謀を止めようとする。

## 登場人物

### 夜叉姫
本作の主人公たち。年齢は全員14歳。それぞれが人間と大妖怪・犬の大将の血が併さった半妖。祖父譲りの強大な妖気を有するが、半妖の身ゆえに制御できないため各々の手段により、普段はその血を封印している。いずれも両親のことを知らずに育ち、数奇な運命をたどっている。
日暮 とわ（ひぐらし とわ）
声 - 松本沙羅
殺生丸とりんの長女で、せつなの双子の姉。一人称は「私」。「銀色」の虹色真珠の持ち主。
父親から受け継いだ銀髪のショートカットと一房赤い前髪が特徴。特技は武道。何度も不良と喧嘩沙汰を起こし、転校を繰り返した。現在は女子校の聖ガブリエル学園に編入しているが、戦いやすいため女子校に編入後も男装をしている。
10年前、森の火事からせつなと共に逃げる際彼女とはぐれ、時代樹の精霊の力で現代にタイムスリップし、そこで出会った日暮草太の娘として令和の世で育つ。実両親のことをほとんど知らずに育つが、麒麟丸に追い詰められた際に初めて父親と対面する。
活発だが家族や仲間を思いやる真面目な性格で、幼少期にせつなの手を離してしまったことや喧嘩沙汰を起こす度に義父の草太に迷惑を掛けてしまっていることに負い目を感じている。
犬妖怪の半妖であるため、匂いで遠方の人物の位置や精神状態を把握できる。校門をジャンプで飛び越える、ビルの屋上まで外壁を飛び石にして登るなど、身体能力も人間離れしている。しかし、草太との約束で半妖の力を人前では使わないようにしていた。ルールに縛られた現代社会の生活を内心では快く思っていなかった。殺生丸から毒への耐性も引き継いでいるが、毒霧などの気体のみに限定されている。
半妖であるが故に犬夜叉同様、月に一度巡ってくる朔の日（新月）の夜には妖力が失われる。令和での生活ではこの症状は出ていなかったが、冥加は「元々戦国時代の存在だから」と推測している。
戦闘では、相手に止めを刺したりするのを躊躇うことがあり、せつなに苦言を呈されている。
麒麟丸との決戦では、土地に残留した犬の大将の妖力と、せつなを殺されたことによる激しい怒りから、顔の文様や銀髪の長髪化といった殺生丸に似た外見の妖怪変化を見せる。これにより蒼龍破を「双頭の蒼龍破」へと成長させ、もろはと共に麒麟丸を唸らせる成長を見せるも力の差は歴然であり、せつなを失い慟哭する中で現れた殺生丸に折れた天生牙を貸し与えられ、全妖力をもって妖気の刃を形成してせつなを蘇らせた。刀々斎の進言で麒麟丸に対抗できるための武器を捜すことになったが、りおんとの邂逅を経て斬星剣を入手する。その後、せつなやもろはとは別々に行動していたところを是露によって彼女の元へ転移させられ、負の感情を引き出された上にせつなとの別離の原因を作った張本人であることを明かされ、是露への憎しみのあまり彼女を殺そうとしたが、せつなの介入で事無きを得る。その後、せつなが持っていた夢の胡蝶を見り涙ながら彼女を抱きしめ、和解へと至る。
麒麟丸に奪われた黒真珠を取り返すためにせつなと共にもろはに加勢するも劣勢となり、殺生丸により黒真珠に封印される。そこに封印されていた犬夜叉とかごめも連れて脱出を果たすも、麒麟丸との戦いで重傷を負った殺生丸を助けるために斬星剣を使って麒麟丸の妖火球の妖気を吸い取る。その代償に自身の魂を奪われるが、阿久留に救われる。阿久留の力で現代に転移し、日暮家との再会を果たす。希林理と協力して令和に飛来した妖霊星を退けるも、希林の真意に気づき戦国時代へと帰還、日暮家に最後の別れを告げた。
妖刀菊十文字（きくじゅうもんじ）(偽物)
とわの所有する刀で、草太が博物館から預かっていたもの。
現代に現れた三つ目上臈との戦いで刀身は折れてしまったが、妖力で刀身を形成し、妖怪に攻撃することができる。敵の妖力を吸い取る能力もあり、これを利用して妖怪に憑依された人間の救助もできる。逆に妖気を持たない物体にとわの妖力を注ぐことも可能。この妖気の刃は折れた天生牙でも使用したが、その刀身は元の天生牙同様の能力を発揮した。
とわは「室町幕府第13代将軍・足利義輝が所蔵していた国宝級の銘刀」そのものと信じていたが、もろは曰く「偽物」であり、草太と萌も刀身が折れたことを気に留めていなかった。その後、戦国時代で理玖から本物を譲られるが、これが原因でとわは扇谷柊家に捕らえられることになった。
元々人間の作刀（それも贋作）であるため、刀々斎曰く「（とわの）身の丈に合っていない刀」。
妖刀菊十文字（きくじゅうもんじ）(本物)
正真正銘の本物の妖刀菊十文字。物語終盤で扇谷柊家から譲られる形でとわの愛刀として奮闘することとなる。
人が作った普通の日本刀であるにもかかわらず希林理が使用した斬星剣と互角以上にやり合うことができるなど謎の部分が多い。
斬星剣（ざんせいけん）
爆砕牙に匹敵する二剣の一つ。太古の時代に天津甕星（あまつみかぼし）が地上に授けたとされる伝説の剣。麒麟丸が唯一恐れる存在。
吸妖魂の根によって作られた「星斬りの笛」を吹くことで、斬星剣に変化する。
麒麟丸の持つ爆星剣と対をなす剣で、吸妖魂由来の妖力を無尽蔵に吸い込み、吐き出す力を持つ。
一方で使いすぎると使用者の魄が失われる呪いがかけられており、麒麟丸は魄を失ったとわの身体を使ってりおんを蘇生させることを企んでいる。
せつな
声 - 小松未可子
殺生丸とりんの次女で、とわの双子の妹。一人称は「私」。「金色」の虹色真珠の持ち主。
赤い筋が入った母親譲りの黒髪をポニーテールに結び、右肩には白い毛皮を身に着けている。幼少期は素直で大人しい性格であり、とわを「とわ姉ちゃん」と呼んで慕っていたが、とわとはぐれてからは父親に似た冷静沈着で感情をあまり表に出さない性格になっている。敵には容赦しないが時折他人への気遣いを見せる優しい面もある。萌にバイオリンを教わり、短期間でマスターしており、戦国時代に戻ってからも持ち帰ったバイオリンを度々弾いている。
10年前、森の火事から共に逃げる際にはぐれる形で生き別れ、紫織がまとめる半妖の隠れ里や楓の村で育つ。隠れ里では匿名の何者かによる援助も受けており、その人物の指示で修行にも励んでいた。後に琥珀が頭を務める妖怪退治屋で妖怪退治を営む。とわと同様、実両親のことを知らずに育つが、麒麟丸に追い詰められた際に初めて父親と対面する。
もろはと共に現代にタイムスリップしてとわと再会するが、夢の胡蝶により眠りを奪われて火事以前の記憶を失ったため、とわを姉と信じていない。夢の胡蝶は母であるりんにかけられた呪いの進行を遅らせるため邪見によって宿らされたものであり、せつなの夢と眠りは時代樹のりんの元へ運ばれている。眠りを奪われたことで朔の日に妖力を失う症状も無くなっている。
殺生丸から毒への耐性を引き継いでいるが、毒液などの液体のみに限定されている。また、強い妖力を秘めているものの、自らを滅ぼしかねない諸刃の剣となっており、弥勒により兼光の巴を媒介に封印されている。是露による暴走時には右腕に血刀が出現し、妖気が蝶の羽のような形を成すなど殺生丸やとわとは違う特徴も表れている。
麒麟丸との決戦では、血刀で左頬を傷つけられ激昂した麒麟丸の攻撃で兼光の巴を折られて自身も瀕死の重傷を負い、駆けつけたとわを「とわ姉ちゃん」と呼びながら眠るように息を引き取ったが、とわが折れた天生牙から形成した妖気の刃によって生き返った。後に「母を救いたい」というせつなの覚悟を聞いた殺生丸によって夢の胡蝶が切られ、眠れるようになるが、今まで眠れなかった反動から一度寝ると中々起きられない上、朔の日に妖力を喪う症状が復活し、人間の姿では寒さへの耐性が常人以下になるなどの弱点も露呈している。それから暫くはとわやもろはと別行動を取っていたが、時代樹からりんにかけられた呪いの詳細を知らされ、とわが是露を手にかける所を阻止し、所縁の断ち切りで是露の犬の大将への悔恨の念を断ち切ることでりんを救い出すことに成功した。
兼光の巴（かねみつのともえ）
せつなの武器である薙刀。薙刀を回転させて風の刃を放つ「旋風刃」や燕の形状の斬撃「群れ発ちの燕」などの技を持つ。
元は蛾々御前が所有していた物だが、弥勒によってせつなの妖怪の血を封じるための媒介にされると同時に、蛾々御前を倒したせつなの手に渡った。しかしせつなの妖力を受け止め切れておらず、さらに麒麟丸によって刀身を折られたことから、後述の所縁の断ち切りに打ち直された。
血刀（ちがたな）
妖怪化して以降、せつなの右腕に現れた血の塊のような筋状の刃。殺生丸がせつなに託したもので、物体のみならず強力な縁も切ることができる。
所縁の断ち切り（ゆかりのたちきり）
折れた兼光の巴を基にして刀々斎が打ち出した薙刀。瑠璃玻璃と犬の大将の灰土で拵えが作られている。剣圧は赤く、単なる斬撃にとどまらず一振りで万に至る雑魚妖怪を瞬殺するほどの大爆発を引き起こすこともできる。
切っても切れぬものを切ることができるとされ、血刀にも応えることができるという。他者間の「縁の糸」を見ることができ、縁の糸を断ち切ることができる。
もろは
声 - 田所あずさ
犬夜叉と日暮かごめの一人娘。とわ・せつなの従妹。一人称は「アタシ」。「赤色」の虹色真珠の持ち主。
母親から受け継いだ長い黒髪を赤いリボンで束ね、父親と同じく火鼠の衣をまとい、素足で行動している。明朗快活かつマイペースな性格であり、とわやせつなに比べて世渡りが上手い。好戦的かつ荒っぽい口調で話す。父親よりも順応力が高く、現代の太極拳やクレジットカードなどを短時間で覚えたほか、戦国時代へ帰還する際には自転車や携帯音楽プレーヤー、歴史の教科書などを持ち込んでいた。
父祖譲りの戦闘力と嗅覚、かごめ譲りの容姿と霊力を受け持つ。冥加によると「四半妖のため、朔の日に妖力が失われる症状は出ない」とのこと。妖怪退治をしてはその死骸を売って生計を立てる賞金稼ぎを生業としており、「化け殺しのもろは」の通り名で知られている。父譲りの散魂鉄爪と飛刃血爪も扱える。また、貝の器に入った紅をさすことで大妖怪の血が覚醒し、瞳が茶色から金色に変化、赤い妖気を発した「国崩しの紅夜叉」へと変化するが、紅夜叉状態は1分ほどしか持続せず、使用後は深い眠りについてしまうデメリットがある。これは赤子時代にかごめが大妖怪の血を抑えるべく施した封印を、凱風が「紅をさす」行為で解除する暗示をかけたことによるものであり、紅夜叉状態を多用するといずれ理性が消え去り、戦うだけの化け物に成り果ててしまうというリスクもある。
赤ん坊の頃に託される形で両親と生き別れ、鋼牙たち妖狼族のもとに預けられ、凱風に師事して育つ。とわ・せつな姉妹と会う3年前、「妖怪たちが最強を争う「蠱毒（こどく）の坩堝（るつぼ）」で紅を使わず勝ち抜けば、倶利伽羅丸を授ける」という修行を達成する。が、凱風が「鉄鼠（てっそ）の鎧」を外す鍵を得る金を獣兵衛との盤双六で得るために自分を「妖賭博（あやかしとばく）」に売り飛ばしたことを知る。そして、獣兵衛からの提案を受けた凱風によって15両で身請けされ、それを賞金稼ぎで返済することを余儀なくされた。両親のことを知らずに生きてきた背景をもち、父方の従姉妹であるとわとせつなとは14歳になるまで面識がないなど親族関係者とは疎遠。しかし、職業柄か伯父にあたる殺生丸の存在は認知している。また、祖父にあたる犬の大将や犬夜叉に仕えていた冥加とは面識があり、犬夜叉同様敬意を払われている。
他人との付き合いが少なかったために孤独を感じており、とわやせつなを「初めてできた仲間」として内心慕っている。職業柄妖怪、秘宝、呪術、武具などの情報に詳しい。せつなとは異なり、とわをせつなの姉と推測しており、実父が殺生丸であることも指摘している。
渾沌によって仕組まれた凱風との一騎討ちでは、凱風に全ての技を破られ追い詰められるが、その最中で、凱風が顔に傷をつけられた上に「鉄鼠の鎧」を着せられる原因を作ったのが、「紅を使ってはいけない」という言いつけを破って暴走した自分自身であったことを思い出し、彼女が修行中に話していた「創意工夫」という言葉をヒントに新たな技、父の技だった「爆流波」のもろは版である「紅の爆流波」を編み出した。
麒麟丸との決戦では、土地に残留した犬の大将の妖力を受けたことで、紅夜叉状態と紅龍破の完全制御に成功、とわと共に麒麟丸を唸らせる成長を見せた。
もろはは物心がつく前に両親である犬夜叉・かごめと生き別れになったため直接の面識は無かったが、せつなと共に現代にタイムスリップして日暮家に居候していた時に草太から見せてもらったアルバムで犬夜叉とかごめが映っている写真を見ていたため、産霊山の結界内部の空間で（ほんの数秒かつ遠目ではあるが）二人の姿を目の当たりにした際、もろはは両親との"対面"を喜んでいた。そして殺生丸の手でとわやせつなと共に黒真珠に吸い込まれたことにより、ついに両親との再会を果たした。
倶利伽羅丸（くりからまる）
もろはの武器である妖刀。刀身に龍の文様があるのが特徴。龍の形状の火炎を発する斬撃「紅龍破」を放つ。元々は凱風が所有していた。
弓矢
普通の弓矢だが、かごめ譲りの霊力で破魔矢として妖怪を一掃する。大きさはかごめが梓弓を得る前に使っていたような短弓。その他、矢を無数に分裂させる技「天空の矢襖（てんくうのやぶすま）」を放つことができる。
かごめが作った長弓（名称不明）
かごめがもろはのために犬夜叉の髪の毛を弦として作った長弓。技こそ変わらないものの、以前の弓より数段上の霊力を発揮できる。

### 協力者

#### 妖怪退治屋
琥珀（こはく）
声 - 木村良平 / 矢島晶子（少年時代）
妖怪退治屋の頭領。珊瑚の弟で、翡翠にとっては叔父に当たる。武器は大振りの鎖鎌。鼻には以前翡翠を庇いながら妖怪と戦った際に負った傷がついている。
せつなを退治屋として迎え入れ、翡翠、六太、七助と共に自身の配下としている。姉夫婦の仲間の娘であるもろはとは面識が無かった。
とわとせつなの仲を見て、「（犬夜叉との仲が険悪だった）殺生丸の娘とは思えない」と評している。
翡翠（ひすい）
声 - 浦尾岳大 / 武田羅梨沙多胡（幼少時代）
弥勒と珊瑚の息子で琥珀の甥。双子の姉・金烏と玉兎がいる。琥珀、せつなと同じく妖怪退治を営む。左手には数珠を持ち、母と同じ飛来骨を使用する。
姉たちが両親の後を継いだ後、琥珀の強さに憧れ退治屋になった。
六太や七助と同様、楓に教えられるまではせつなが半妖であることは知らず、もろはとの面識も皆無だった。
千日行のために山籠りをしている父・弥勒に対しては「妖怪との戦いから逃げた臆病者」と嫌っていたが、彼が四凶の1体である饕餮との戦いに協力した一件を機に、わだかまりが解けた。
六太（ろくた）
声 - 内野孝聡
妖怪退治屋の一員である大柄な青年。額に鉢巻をしている。武器は「朝星棒」。
七助（ななすけ）
声 - 白石兼斗
妖怪退治屋の一員である青年。六太と組んで行動することが多い。武器は「三日月槍」。

#### 屍屋
屍屋 獣兵衛（しかばねや じゅうべえ）
声 - 小山剛志
妖怪の賞金首や残骸などを商う屍屋の主人。大柄で右目に傷がある隻眼と厳つい風貌だが振る舞いは至って平静である。
もろはと竹千代を従業員として従えている。もろはの借金の肩代わりをしており、彼女を逃がさないように竹千代を監視役にしている。
とわの実力に一目置いており、もろはやせつなより頼りになると評している。「緑色」の虹色真珠を理玖から借りていたが、後に返却している。
竹千代（たけちよ）
声 - ファイルーズあい
屍屋で働く子狸妖怪。一人称は「俺」。語尾に「ぞ」「だぞ」と付けて喋る。普段は狸の耳と尻尾が生えたボブカットの子供の姿をしているが、巨大な狸の姿となって笠を亀の甲羅状にして他者を乗せることも可能。獣兵衛と遠距離で連絡を取る際、巻き貝を携帯電話のように使って連絡を取っている。もろはの監視役であり、彼女とは時として馬が合わない。とわに菓子で手懐けられるなど子供っぽい面もある。
元々は狸妖怪の名家「狸平家（まみだいらけ）」の跡取りだったが、お家騒動により暗殺されかけたため、弥勒の手配により生家を出て屍屋に潜伏していた。

#### その他の協力者
楓（かえで）
声 - 京田尚子
隻眼の老巫女で、桔梗の妹。もろはの母かごめの師匠。りんの出産に立ち会っており、双子の出自を知る数少ない人物のひとりであり、半妖の里を出たせつなを一時期預かっていた。琥珀たちに時代樹の秘密やせつなの生い立ちなどを伝える。
冥加（みょうが）
声 - 緒方賢一
蚤妖怪の長老。とわ・せつな・もろはの祖父である犬の大将に仕えていた縁から3人にも敬意を払う。もろはとは親しい間柄にある一方で、とわとせつなの存在については認知していなかった。
雲母（きらら）
猫又。普段は子猫のような姿だが、戦闘時には牙を持つ巨大な化け猫に変化する。
基本的に妖怪退治屋と共に行動しているが、とわたちに付き添い共に戦うことも多い。
弥勒（みろく）
声 - 保村真
琥珀の義兄で、珊瑚の夫。法師。翡翠の父だが、息子からは「法師だけど、徳は高くない」と言われている。
奈落との戦いを終えて「風穴」が使えなくなった後も妻子を養うために犬夜叉を伴い妖怪退治を続けていた。しかし、ある時に強い力を持つ妖怪と戦った際に自身の無力さを悟り、神通力を得るために2年以上前から千日行に取り掛かった。
四凶の1体である饕餮に「強い法力の持ち主」として目をつけられられるが、とわとせつな、翡翠と協力して撃退し、千日行を続けるために山に戻った。
せつなとは、半妖の隠れ里が蛾々御前の襲撃を受けた際に知り合い、彼女の妖怪の血を抑えるために封印術を施している。饕餮襲撃の際、護衛としてやってきたせつなと再会し、とわとも初めて顔を会わせる。
妖霊蝶との戦いにあたって千日行を切り上げて参戦。かごめと共に結界で妖霊蝶の足止めを行った。
珊瑚（さんご）
声 - 桑島法子
翡翠の母で、弥勒の妻。琥珀の姉であり、妖怪退治屋一の手練れと謳われた実力を持つ。
山奥にて弥勒の世話を行うほか、玉兎と共に退治屋の道具を作る工房を営み、時折道具を弟の琥珀に提供している。
りんの出産時には、楓やかごめと共に立ち会っている。
妖霊蝶との戦いにあたって新たに作り上げた黒の飛来骨を引っ提げて現役復帰。妖霊蝶の足止めを行った。
金烏（きんう）・玉兎（ぎょくと）
声 - 胡麻鶴彩（金烏）・上田瞳（玉兎）
弥勒と珊瑚の娘で、翡翠の姉。双子であり、両親や七宝からは2人纏めて「きんぎょ」と呼ばれている。姉の金烏は明るく快活、妹の玉兎は穏やかでおっとりしているといった違いはあるが、弥勒の要領のよさとあくどさをちゃっかり受け継いでおり、末弟の翡翠を振り回すことも。
金烏は弥勒から法力を受け継ぎ尼僧になっている。特に封印の法力に長けており、せつなが暴走した際は再封印を施した。
玉兎は珊瑚と共に退治屋の工房を営んでおり、弥勒の世話や退治屋道具作りを手伝っている。
七宝（しっぽう）
声 - 渡辺久美子
化け狐で犬夜叉たちのかつての旅仲間。
本来の容姿は『犬夜叉』本編から変わっていないが、本作では犬夜叉とかごめの行方を捜索しながら、老齢の姿に化けて狐妖術の講義を行っている。階級は「正七位上」のままとなっている。しかし、狐妖術の腕は格段に上がっており、竹千代からは高位の使い手と評されている。独楽を使った「不羈奔放」（ふきほんぼう）という狐妖術を使えるようになっている。
犬夜叉が火の国の門を通って帰還した際はいの一番に駆けつけて迎えた。
妖霊蝶の一件が解決した後は狸平家のお抱え講師として迎え入れられた模様。
阿波の八衛門狸（あわのはちえもんだぬき）
声 - 茶風林
化け狸で弥勒の僕。
14年前、麒麟丸に追い詰められたかごめに託され、赤ん坊のもろはを妖狼族のもとまで送り届けた
阿吽（あうん）
殺生丸が従える双頭の竜。森の火事から生き延びたせつなを半妖の隠れ里まで送り届けた。
紫織（しおり）
声 - 水橋かおり
蝙蝠の妖怪・百鬼蝙蝠を父に持つ半妖の女性。母・紫津（しず）は『犬夜叉』での一件の後に病で他界している。
風太（声 - 渕上舞）や雷太（声 - 富樫美鈴）などの親を殺されるなどして身寄りのない半妖の子供たちを匿う隠れ里を山奥に作り、父から受け継いだ結界を張る力で外敵の侵入から守っている。
「蝕の日（日食）」には人間化してしまい、外見が変化（褐色の肌は白く、紫の瞳は茶色に、銀髪は黒くなる）するだけでなく、妖力を失い結界も張れなくなってしまう。
せつなを含む大勢の半妖たちの親代わりとして慕われているが、彼女たちの成長を願っており、独り立ちできるようになったら外の世界に送り出している。
刀々斎（とうとうさい）
声 - 龍田直樹
鉄砕牙・天生牙を打ち出した老妖怪の刀鍛冶。
せつなの刀「所縁の断ち切り」が生まれるのを察知して現れ、兼光の巴を基に所縁の断ち切りを打ち出した。

### 親族
殺生丸（せっしょうまる）
声 - 成田剣
とわとせつなの実父で、もろはの父方の伯父。戦国最強の犬の大妖怪。
とわとせつなは時代樹に明かされるまでその名を認知しておらず、過去の関係者も一部を除いて親子関係を把握していなかった。
14年前、「剛臆の試し」と称して生まれて間もないとわとせつなを森に隠し、女禍から奪った「金」と「銀」の虹色真珠を与えた。さらに是露と「縁」が繋がったりんを守るため、犬夜叉たちが是露を殺すことを懸念し麒麟丸に同行する形で犬夜叉とかごめを追い詰め2人を黒真珠に封じ込めた。その後は長らく行方を眩ましていた。麒麟丸と道を同じくしているとされているが、麒麟丸から依頼されていた「阿久留の風車」を見つけても見逃しており、理念を同じくしている訳ではない。
娘たちに助力することなく遠巻きに見守っているが、麒麟丸に追い詰められた際には姿を現し、さらにせつなが殺された際にはとわに天生牙を貸し与えた。産霊山を降りるとわたちと合流した際、りんが夢の胡蝶を通してせつなから夢を授かり「銀燐の呪詛」の進行を遅らせていたことや、せつなの夢を胡蝶を斬れば彼女が眠れるようになる代わりにりんの呪いが再び進行することを明かし、せつなの「母を救いたい」という覚悟を確かめた上で胡蝶を斬り、もろはが犬夜叉と対面できたことを聞いて何処かへと去る。
『犬夜叉』本編ではあれだけ忌み嫌っていた半妖が自身の娘として産まれていることについて、高橋は2020年10月26日のTwitter掲載のるーみっくえすちょんにて「他者との触れ合いで、成長やら変化やらした」「人間なんてと軽蔑していた過去の自分に拘泥せずに新しい生き方を受け入れる」「それは奥さんになった女性の影響大と言えるのでしょう」と回答している。
天生牙（てんせいが）
殺生丸が犬の大将から受け継いだ牙の刀。「癒しの刀」と呼ばれ、物体が切れない代わりに霊体などを切ることができる。また、あの世の使者を切ることで一度だけ死者を蘇らせることができる。
せつなに殺された是露を生き返らせるために使われたが、激昂した是露によって折られてしまう。せつなが死亡した際にはとわが使用し、折れた状態ながらも妖気の刃を作り出してなんとかせつなを蘇らせた。その後は刀々斎に修理され、元どおりとなる。
りん
声 - 能登麻美子
とわとせつなの実母にして名付け親。もろはの義理の伯母。純人間。
過去に殺生丸の天生牙で生き返って以来彼と共に過ごし、身内に迎えられた。かごめとは相嫁同士で、犬夜叉とは年齢があべこべだが義姉弟となった。
とわとせつなを産んだ数日後、双子を探す是露によって「銀鱗の呪詛」をかけられた上に「縁」を繋がれたことで是露の死がりんの死に直結する状態になってしまう。その後、殺生丸と邪見によって呪いの進行を遅らせるために時代樹の内部に封印され、さらに進行を抑えるために夢の胡蝶によってせつなの夢と眠りを与えられ14年間眠り続けていたが、産霊山でとわたちと対面した殺生丸が、せつなに付いていた胡蝶を斬ったことで呪いが再び進行する。
とわとせつなとは出産後直ぐに離れ離れになったため抱いてやることすらできていないが、娘への愛情は強く2人を護るためなら死をも覚悟している。
犬夜叉（いぬやしゃ）
声 - 山口勝平
もろはの実父。殺生丸の異母弟で、とわとせつなの叔父。半妖。
もろはとは、彼女が赤ん坊の頃に半妖を忌み嫌い始末しようと目論んだ麒麟丸とそれに同行した殺生丸に追いつめられた際に逃がす形で生き別れ、自身は殺生丸の意図でかごめと共に黒真珠に吸収された。
現在はかごめと共にあの世とこの世の境にいる。もろはが産霊山の結界内部の空間に迷い込んだ際ほんの数秒かつ遠目ではあるが、成長した娘の姿を目の当たりにした。
夜叉姫全員があの世とこの世の境に吸い込まれた際にようやく娘と対面。恥ずかしさからか、しばらく二人で唸りあっていたが、かごめに諭されて抱いてあげた。その後、とわが天生牙を呼び寄せたことで火の国の門から現世に帰還。麒麟丸と因縁の対決を行うも、技全てを受け止められてしまう。
妖霊蝶との戦いでは前作の仲間と共に外から夜叉姫を支援した。事件が落着した後はもろはが借金を抱えていることを知ったかごめの命令によって娘と共に息の合った連携で妖怪退治を行い、もろはの借金を返済。その後、とわ、せつなと共に修行の旅に出るもろはをかごめと共に送り出した。
日暮 かごめ（ひぐらし かごめ）
声 - ゆきのさつき
もろはの実母。巫女。日暮草太の実姉で、芽衣の伯母。とわとせつなの義理の叔母。現代人だが戦国時代に嫁ぎ家庭を築く。わがままな犬夜叉も相変わらずかごめには頭が上がらない。りんとは相嫁同士で、りんの出産に立ち会っている。
犬夜叉と共に殺生丸と麒麟丸に追いつめられた末、もろはを阿波の八衛門狸に託し、殺生丸によって黒真珠に吸収された。十六夜の形見である紅を生き別れる直前もろはに授け、後の「国崩しの紅夜叉」の一端となる。
現在は犬夜叉と共にあの世とこの世の境にいる。あの世とこの世の境では時間が経過しないため、一切加齢していない。もろはが産霊山の結界内部の空間に迷い込んだ際ほんの数秒かつ遠目ではあるが、成長した娘の姿を目の当たりにした。
夜叉姫全員があの世とこの世の境に吸い込まれた際にようやく娘と対面。もろはに自身が作った弓を送った。
邪見（じゃけん）
声 - チョー
殺生丸の従者。
りんにかけられた呪詛の進みを遅らせるために時代樹へ封印することを提案し、時代樹の精霊の勧めでせつなに夢の胡蝶の蛹を取り付けた。
とわとせつなを守る結界を張り、阿吽を使ってせつなを半妖の隠れ里に導いたのも邪見であり、りんや双子のために奔走している。
犬の大将（いぬのたいしょう）
声 - 大塚明夫
殺生丸と犬夜叉の父で、とわ・せつな・もろはの父方の祖父。約200年前、十六夜と生まれたばかりの犬夜叉救出のために戦い死去している。
麒麟丸と並び「獣王」と評された犬の大妖怪で、西国を支配していた。
600年前、渡来して間もない麒麟丸と対峙し左角と右腕を切り落としている。その後は敵対しつつも互いを認め合う関係にあり、約500年前には飛来した彗星「妖霊星」の破片を麒麟丸と共に破壊している。
是露からは好意を持たれており、その死が虹色真珠誕生の遠因となる。
人型の容姿や死去の詳細などは、劇場版『犬夜叉 天下覇道の剣』での描写が継承されている。
殺生丸の母（せっしょうまるのはは）
声 - 榊原良子
殺生丸の母で、とわとせつなの祖母。夫である犬の大将や息子の殺生丸と同じ犬妖怪。邪見からは「御母堂様（ごぼどうさま）」と呼ばれている。
とわたちの現状を把握している一方で、「（とわやせつなが）どうなろうと構わない」「半妖ならば生き残ってこその真価」と言って是露や殺生丸の行動を静観している。斬星剣については魄を奪われる呪いの存在を察知し、とわに捨てるように進言している。
時の風車や冥道石絡みで冥道丸という妖怪と知り合いである。
十六夜（いざよい）
犬夜叉の母で、もろはの父方の祖母。没落貴族出身の人間。犬夜叉が幼い頃に死去している。
もろはの持つ紅は元々は犬の大将から贈られたものであり、また犬の大将の墓に繋がる黒真珠は犬の大将が死去した際に流した涙が転じたものである。
「十六夜」の名はアニメ版のみの設定だったが、本作にも継承されている。

### 現代の人々
日暮 草太（ひぐらし そうた）
声 - 榎木淳弥
かごめの実弟で、もろはの母方の叔父。
気弱で大人しかった幼少期と違って、落ち着きのある性格。タイムスリップした直後のとわと邂逅し、戦国時代から訪れたと直感で見抜き、それから引き取って養女にする。とわに人前で半妖の力を使わないように約束させている。
職業こそ明確に描写されていていないが、博物館から銘刀・菊十文字を預かっていた。とわが戦国時代に行った後は、かつてのかごめと似たような理由（神経痛、リウマチ）で学校側をごまかし病欠扱いさせている。
犬夜叉とは幼少期に彼のことを「犬のにいちゃん」と呼んでおり、姉・かごめの高校卒業後、実際に義兄となった。
日暮 芽衣（ひぐらし めい）
声 - 照井春佳
草太の実娘で、とわの義妹。もろはの従妹。
気立てが良く、おっとりした性格で泣き虫。義姉のとわを「とわお姉ちゃん」と呼び、なついている。戦国時代からやってきたせつなともろはともすぐ打ち解けた。
日暮 萌（ひぐらし もえ）
声 - 松井恵理子
草太の妻で、芽衣の母親。かごめの義妹。名の知れた音楽家。
のんびり屋かつ肝の据わった（夫や義母と似たような）性格をしており、不良たちと喧嘩沙汰を繰り返すとわに寛容である他、戦国時代からやってきたせつなともろはも温かく迎えている。
大ママ（おおママ）
声 - 百々麻子
かごめと草太の母で、芽衣ともろはの母方の祖母。本名不明。髪の一部が白髪になった事以外は『犬夜叉』本編からほとんど容姿が変化せず、非常に若々しいため「大ママ」と呼ばれている。草太の養女となったとわとも交流がある。
もろはと対面した際は、かごめの面影を感じ彼女をかごめの娘（つまり孫娘）と直感する。
じいちゃん
声 - 鈴木勝美
かごめと草太の祖父で、芽衣ともろはの曽祖父。日暮神社の宮司。
高齢からか、かつて販売していた「四魂の玉のお守りキーホルダー」のことを忘れていた。
希林 理（きりん おさむ）
声 - 細谷佳正
聖ガブリエル学園に勤務する教師でとわの担任。担当教科は英語。
生徒や保護者にも礼儀正しく接する紳士だが、妖霊星を見ることができるなど「普通の人間」ではない能力を見せる。かつて「骨喰いの井戸」を通ってやってきた存在で、自身を「この世界（現代）の異物」と称している。
正体は麒麟丸の分身体であり、犬の大将に斬られた麒麟丸の右腕が現代で自我を確立した存在。麒麟丸とは感覚が繋がっているため麒麟丸が未来を知ることができる根拠となっているが、理玖と同じく別人格である。
妖霊星が接近してきたことに伴い出没した妖怪たちを単身退治していたが、現代にやってきた夜叉姫たちに妖霊星の破壊を託す。
しかし、夜叉姫たちからりおんが死亡したことを知らされると、とわから斬星剣を取り上げ、時空に穴を空けて妖霊星ごと戦国時代に移動し、戦国時代を妖怪のいない世界にすることを画策する。りおんを言葉巧みに懐柔し、彼女を取り込んだ妖霊星を真の姿である妖霊蝶へと変化させる。その際、麒麟丸を自らの僕にして殺生丸と戦わせている。妖霊蝶へと侵入したとわと対決し、一時は追い詰めるものの、最終的にはとわに倒されて消滅する。残留思念は半妖・逆又の姿になってりおんを襲うも、とわの言葉で奮起したりおんに斬られて完全消滅した。

### 妖怪

#### 麒麟丸一派
麒麟丸（きりんまる）
声 - 細谷佳正
「獣王」と呼ばれ東の地を支配する大妖怪。別名「東雲の麒麟丸」。外見は麒麟の頭蓋骨のような仮面を付けた侍姿の青年だが、半化けすると左角が欠けた双角が表れる。
世界中を旅してきており、海洋に浮かぶ鉄甲船を拠点としている。
時代樹によると、殺生丸が犬の大将の跡を継がなかったことを好機として、時空を歪め、この世を無に帰そうと企んでいるとされているが、冥加からは「そのようなことをするお方ではない」と評されている。一方で渾沌曰く麒麟丸には「深い考えがある」らしく、夢の胡蝶もその一環であるとされている。
基本的に高圧的だが礼節を弁え落ち着いた物腰の人物。その強大な力故の強い自尊心を持ち合わせており、激情家な一面を見せることがある。
戦いにおいては、相手が負傷などの理由で弱体化していない状態で正々堂々と戦うことを信念としており、相手の弱みに漬け込んだりする窮奇や渾沌の手法を「姑息な手段で勝っても、虚しさが残るだけだ」として否定的な態度を示している。
渡来して間もない600年前に犬の大将と戦うも敗北し、左角と右腕を切り落とされている。その時切られた角を使って理玖を生み出し、慢心から来た敗北への怒りと屈辱の戒めとした。理玖とは知覚を共有しており、彼を通してとわたちや是露の様子を把握している。さらに現代にいる希林理とも知覚を共有するかのような描写がある。
500年前には犬の大将と協力して妖霊星の破片を破壊している。
永い休眠状態についていたが、14年前に是露によって目覚めさせられ、殺生丸と犬夜叉が半妖・四半妖の子を持ったことを聞かされる。かつて四魂の玉から「麒麟丸を滅ぼすのは、時空を越えてやってくる、人間でも妖怪でもない存在である」という予言されており、それがとわたちなのではと考えているものの、力量不足もあって当初は歯牙にもかけておらず積極的に襲うことはしなかった。しかし二度の対峙によって「牙の生え揃えていない子犬」と評価しながらも、自分に傷を負わせたとわたちを認めていくようになる。
もろはの霊力について指摘し、とわの蒼龍破に「双頭の蒼龍破」と名付けるなど、その成長を期待するかのような発言もしている。
是露が死亡した後、もろはから黒真珠を奪い、阿久留を捜すように脅迫する。その直後に殺生丸との戦闘に入るが、夜叉姫たちをかばった彼に重傷を負わせ、魄を奪い続ける。その際、彼の爆砕牙も軽く弾き飛ばしている。後に現世に戻ってきた犬夜叉とも戦っているが、風の傷はおろか金剛槍破や爆流破さえ軽く弾き飛ばしていた。
りおんを連れて現代への転移を画策するも失敗し、りおんを理玖に奪還される。その後、希林が妖霊星を戦国時代に持ち帰ったことに驚愕するも、りおんを妖霊蝶に取り込まれてしまったため、希林の要求を呑む形で復活した殺生丸と戦う。戦いの中で殺生丸から「人間みたいだ」と言われて激高するも、後に「確かに人間のようだった」と自認した。殺生丸に敗れて致命傷を負った後、正気に戻ったりおんに妖霊蝶の中へと転移させられ、とわの身体を借りたりおんに看取られながら息を引き取った。
爆星剣（ばくせいけん）
麒麟丸が所有している太刀。爆砕牙に匹敵する二剣の一つ。
太古の時代に斬星剣と共に天津甕星（あまつみかぼし）によってもたらされたとされている。
是露（ぜろ）
声 - 坂本真綾
麒麟丸の姉。りおんの伯母。蝶をあしらった打掛を着た美女の姿をしている。
人間に成りすます時は市女笠を携え「お露（おつゆ）」と名乗っている。
虹色真珠を生み出し、生後間もないとわとせつなの命を狙うなど一連の出来事の原因となる。
かつては麒麟丸の世話を焼き、りおんを気遣う穏やかな一面を見せていたが、200年前に強い恋慕の情を寄せていた犬の大将が非業の死を遂げたことから「妖力、心、涙は要らない」と四魂の玉に願い、悲しみの涙と共にそれらを虹色真珠として切り離し冷酷な性格と化す。以降は妖気のない「妖怪でないもの」となる。妖力がない代わりに妖力を帯びた杖や呪詛などを多用する。
「半妖は遍く災いの元凶」としており、とわたちを狙うのも麒麟丸を守るためとしているが、実際は犬の大将への想いに起因する半妖やその人間の親への嫉妬を含んだ憎しみが元になっている。それ故に犬の大将の血を引き継いだ半妖を特に嫌っており、殺生丸と犬夜叉が半妖の子を成したことから四魂の玉の予言にある「麒麟丸を倒す者」がとわたちだと考え、休眠していた麒麟丸を目覚めさせを抹殺するよう提言。りんに呪いをかけた上、「縁」を繋げて殺生丸が自身に手出しできないようにする。4年を経て夢開きの術でとわたちの所在を把握し、とわとせつなを抹殺するために焔に森を焼却させた。
とわたちとの戦いにおいて、せつなの血刀によって命を落とすが駆けつけた殺生丸の天生牙によって蘇る。犬の大将の牙で甦らされたことに逆上して天生牙を折り、さらに麒麟丸に任せていたとわたちの始末を虹色真珠に分離させた妖力を用いて自ら行おうとする。しかし一連の所業を麒麟丸に諌言された上、虹色真珠を分散させられたことから弟と完全に袂を分かつことになった。
とわたちと麒麟丸の戦いが一段落ついた後、麒麟丸と決別した理玖に、彼の見聞きした情報が麒麟丸に筒抜けになっていることを告げた上で絶縁を言い渡す。その後、産霊山に幽閉されていた所をとわたちに解放されたりおんと鏡越しに対面するが、彼女からとわが吸妖魂の根（斬星剣）を手に入れたことを聞いて警戒心を強め、とわを抹殺する計画に着手する。
その計画の前段階として悲しみから香木『小銀河』を作る公家妖怪の七星（声 - 小野健一）を懐柔し、七星の館でとわから悲しみをあぶりださせる。これによりとわが妖力を暴走させると虹色真珠をすべて吸収し、大妖怪としてとわの前に立ちはだかる。
とわの手にかかることでりんを道連れにし、とわを絶望に叩き落そうという計画だったが、呪いの事実を知ったせつなにより阻止される。その後自ら命を絶ち、りんを道連れにしようとするも、せつなの所縁の断ち切りによって犬の大将への無念の縁を断ち切られる。
とわとせつなに縁を断ち切ってくれたことへの礼を言い、自らりんとの縁を絶った後、理玖に刀で自らを刺させる。「許してください」と涙する理玖に対し、「それでいい」と伝えると夜叉姫たちに対し、りおんが半妖に殺されたこととそれが理由で麒麟丸が人間や半妖を憎んでいることを伝える。そして麒麟丸に対して先にあの世で待っていると伝えて亡くなった。これにより、りんの掛けられた呪いは解けた。
あずさのゆみはり
是露が操る土蜘蛛の糸。相手の拘束や移動にも使われている。
縁（えにし）
任意の者と縁を繋げることで是露の意のままに操るだけでなく、その生死も是露と共有することになる。
銀鱗の呪詛（ぎんりんのじゅそ）
徐々に身体中が銀の鱗に覆われていき生きながら死に至る呪い。
呪いを解くには是露自身が死ぬか是露が解くしか方法がないが、時を止めるなどで進行を遅らせることはできる。
りおん
声 - 藤田咲
麒麟丸の娘。是露の姪。見た目は小鹿のような耳を持つ水干姿の少女だが、600年前にとある人間の領主に仕える半妖である逆叉（さかさ）の手によって殺害されている。理玖からは「りおんお嬢様」と呼ばれている。
成仏したいというりおんの願いに反し、娘の死を認めない麒麟丸によって約600年もの間その幽体を骨と墓土で出来た魂の器に閉じ込められ、産霊山に封印されていた。封印後は夢の胡蝶によって麒麟丸と夢の中で無理矢理再会させられており、自身を拘束し、戦国の世界を消失させかねない麒麟丸の横暴に強い反感を持っている。
吸妖魂の根から作り上げた斬星剣をとわに授け、麒麟丸討伐を託す。夢の胡蝶をせつなに切られたことで産霊山からは解放されたものの、未だ麒麟丸との縁が切れていないことから成仏することができず、魂の器で仮初めの身体を作り出しとわたちと旅立つこととなった。
産霊山を降りた際に理玖と再会し、麒麟丸との縁が斬れていないことを知った彼の計らいで一度はとわたちと別行動を取り、伯母である是露の元を訪ねるが、とわが斬星剣を手に入れたことを知った是露からとわ抹殺を宣告され、理玖と共に再び彼女と合流する。
産霊山で魄が尽きかけた時に麒麟丸が現れ、再び動けるようになり彼を討とうとしていたが躊躇してしまい、麒麟丸に連れられて現代に行かされようとしていたが、理玖に奪還される。しかし令和の時代から来た希林からかつての優しかった父の温もりを感じ、彼の懐柔させられ、妖霊蝶と同化する。妖霊蝶に侵入した夜叉姫たちを拒絶していたものの、自分の本心を認めて正気を取り戻す。希林の残留思念が変化した半妖の逆叉の幻影となって襲われて恐怖するも、とわの助けにより吸妖根で逆叉の幻影を断ち切る。最期はとわの身体を借りて麒麟丸の最後を看取り、彼を連れてあの世へと帰還した。

##### 四凶
麒麟丸の配下である4体の妖獣。春秋時代に中国から渡ってきた。
檮杌（とうこつ）
声 - 木内太郎
四凶の一人。巨大な猪の顔を持つ。「赤色」の虹色真珠の元の所持者。
本編開始以前に何者かに倒されており、後に息子の若骨丸の手で不完全な復活を果たしたが、とわに止めを刺された。
窮奇（きゅうき）
声 - 行成とあ
四凶の一人。普段は翼の生えた女性の姿をしているが、本来の姿は有翼の白虎。「紫色」の虹色真珠の持ち主。
配下の夜爪を通してとわたちを監視し、檮杌と若骨丸が倒された後、麒麟丸に許可を得てとわたちを始末しようとする。麒麟丸に従ってはいるものの、とわたちが持つ虹色真珠を奪って強い力を身につけ彼に代わって世を治めようとする野心も持っている。
とわたちの情報収集に失敗した夜爪に自らの虹色真珠を与え、彼女たちの弱みや令和の時代について探ろうとするも、せつなに妨害され失敗。倒された夜爪から回収した虹色真珠でとわたちの妖力を吸収して本来の姿に変身して追い詰めるが、せつなを傷つけられたことに激怒したとわの「蒼龍波」を受け敗北し、自らの虹色真珠を理玖に奪われて死亡した。
渾沌（こんとん）
声 - 安元洋貴
四凶の一人。2本の角と尻尾を生やし、烏帽子を被り道士服を着た呪術師のような壮年男性の姿をしている。「青色」の虹色真珠の持ち主。
木の周りに建てられた武将の砦を邪魔に思い破壊するなど、雅さを好む独特の美意識の持ち主。口癖は「無粋な!」。道術や方術といった大陸由来の術の使い手であり、呪符を用いた多彩な技を繰り出す。赤色の「風の獅子」と緑色の「雷の獅子」という二頭の獅子型の式神を引き連れている。太古より伝わる神剣を武器として携え、気を刃として飛ばす神速攻撃も用いる。
50年前に冥王獣に呪符の呪いをかけて殺害し、彼の甲羅の一部を強奪して鎧としている。この鎧は冥王獣の妖気が抜かれているため、妖気による攻撃は無効となる。
砦を破壊したことでとわたちと対立したが、冥王獣の敵討ちを望む冥福の協力で鎧を奪われた上にダメージを受けて退却する。
その後は一旦身を潜め二枯仙を遣い、とわたちを討とうと暗躍し、とわの弱点である「朔の日（新月）の夜」を確信する。
第17話・18話でとわたちと再戦し、幻術や式神である青鬼を使役するものの、とわに妖気の流れを読み取られ深手のダメージを負い、暴走した青鬼に頭部を喰いちぎられて死亡した。その後持っていた虹色真珠は理玖に回収された。
饕餮（とうてつ）
声 - 白熊寛嗣
四凶の一人。二足の巨大な獣のような姿をしており、横に大きく割けた口を持つ。「橙色」の虹色真珠の持ち主。
大きく息を吸うことで口の中に吸い込む能力を持ち、逆に吸い込んだものを吐き出すことも可能。
強い法力を持つ法師を食べては力をつけており、虹色真珠も法力の探知に使っていた。弥勒を標的に選んで襲い掛かるも、とわや琥珀の加勢、特に妖力の封印を解いたせつなに力負けして不利を悟り撤退する。
第17話・18話でとわたちと再戦し、もろはと一騎打ちしていたが、渾沌を倒したとわとせつながもろはに加勢し不利となったため主の下へ逃走した。しかし主である麒麟丸に「要らぬ客を招くな、失せろ」と叱責されてどこかへ逃げた。
とわの弱点が「朔の夜」であることを渾沌から教えられており、確実に彼女を仕留めようとと「朔の夜」に動き出し、偶々とわと一緒にいた理玖もろとも抹殺しようとする。一度は理玖によって吸い込まされた黄泉の毒虫・瘴気虫を彼に吹き返すことで二人を追い込むが、せつなともろはが駆けつけた上に「朔の夜」が明けたことでとわの妖力が回復して形勢が逆転する。それでも余裕の態度を見せ三人まとめて始末しようとするが、理玖が背後から転移させ飛ばしてきた刀に首を切断され、持っていた虹色真珠を回収される。首だけの状態になっても生き長らえており、近づいてきたもろはを襲おうとするも返り討ちにされた。

##### 四凶の関係者
夜爪（よつめ）
声 - 山崎たくみ
四つ目のフクロウの姿をした妖怪。窮奇の配下。他者を強制的に眠りに落とし、対象の過去を夢として追体験させ覗き見る「夢開きの術」を使う。
窮奇の命によりとわたちを監視しており、扇谷柊弾正の配下の茶人・宗久（そうきゅう）に化け、菊十文字を盗んだ罪で捕らえたとわから情報を引き出そうとしたが、せつなともろはが乱入したことで失敗。もろはに正体を見破られて逃亡し、窮奇の隠れ家まで逃げ込む。借り受けた紫色の虹色真珠で妖力を高め、「夢開きの術」でとわ・もろは・竹千代を行動不能にするも、夢の胡蝶の影響で眠れないせつなには通用せず妨害され失敗。最期はせつなに止めを刺され、虹色真珠も窮奇に回収された。
若骨丸（じゃこつまる）
声 - 三瓶由布子
檮杌の息子である少年妖怪。敵の骨を全て奪い取り、武器とする能力を持つ。
何者かに倒された檮杌の亡骸の傍にもろはが寝転んであり、紅色の虹色真珠を強奪された上に亡骸を売り払われたことからもろはを父の仇敵と思い込んでおり、もろはの復讐と共に檮杌の復活を目論む。しかし、「国崩しの紅夜叉」となったもろはに倒された。
フブキ
白熊の姿の妖獣。窮奇の配下。北国に巣食い、氷と雪を操ることができる。氷を纏った巨大な姿で現れるが雪を使った分身であり、本体は子熊程度の大きさで遠隔から操っている。
窮奇の命令でせつなともろはの前に立ち塞がるも、とわともろはの連携によって倒された。
二枯仙（にこせん）
声 - 手塚秀彰
樹木の精気を喰う妖怪で、元は仙人だった。首をはねられても精命幹がある限り再生できる。
上記の特性から、渾沌の依頼によりとわたちの刺客として差し向けられた。朔の日で妖力を失ったとわを追い詰めたが、夜明けとともに半妖に戻ったとわに倒される。
元は『犬夜叉』原作漫画の登場人物であるが、完結編では尺の都合で登場エピソードが省略されたため登場しておらず、本作がアニメ初登場となる。

#### 妖狼族
鋼牙（こうが）
妖狼族頭領。妻の菖蒲（あやめ）と共に阿波の八衛門狸からもろはを託され、犬夜叉とかごめの代わりに育てた。
凱風（やわらぎ）
声 - 白石涼子
妖狼族の女性。もろはの師匠であり、獣兵衛の知人でもある。得意技は、妖気を込めた竜巻を拳から放つ「凱風快晴（がいふうかいせい）」。俱利伽羅丸の本来の持ち主。
3年ほど前、もろはが極楽鳥に襲われた際、言いつけを破って紅を使った反動で理性を失い暴走した彼女に頬に傷を付けられる。もろはが意識を失った後、古道具屋を名乗るイタチ男（声 - 高橋伸也）の策略により、時間が経つにつれて縮小し続ける「鉄鼠の鎧」を半ば強引に着させられてしまう。
鎧を外すためには高額な鍵が必要になったことから、もろはを妖賭博で「蠱毒の坩堝」に放り込み、自身はもろはと引き換えに得た資金で獣兵衛に賭博を挑むも敗北。代わりの手段としてもろは屍屋に売り、別れる際に俱利伽羅丸を引き渡した。その後、年月を経てから鎧を作った鼠の刀鍛冶が住む里を探し当てたが、既に渾沌によって全滅させられ、鎧の鍵と引き換えに「余興」としてもろはを殺すよう命じられる。
もろはとの一騎討ちでは、彼女の技を全て破りつつ体術で追い詰め厳しい言葉を投げかけるが、それは紅の力に頼りきっているもろはの精神的な弱さを自覚させるための行為だった。そして、もろはの最期を見届けようと姿を現した渾沌を「紅の爆龍波」の道連れにしようとするが、渾沌が青の虹色真珠を使って回避したため失敗に終わり、「心を強く持て」という言葉をもろはに残して息を引き取った。

#### 禍一族
金禍（きんか） / 銀禍（ぎんか）
声 - 興津和幸 / 大須賀純
前作『犬夜叉』に登場した兄弟とは別個体（容姿および声優がそれぞれ異なる）。
女禍に唆され、とわとせつなの虹色真珠を奪うため、彼女たちを乗っ取って争わせる。虹色真珠の奪取には成功したが、女禍から利用されていたことを告げられる。銀禍を取り込まれそうになり、金禍はせつなと銀禍の救出を図るが、銀禍が絶命してしまったことに伴い、金禍も息を引き取り、2人揃って消滅した。
女禍（じょか）
声 - 小島幸子
禍一族の頭領である女妖怪。「銀」と「金」の虹色真珠の元々の所持者であり、本人によると2つの虹色真珠は一族の家宝だった。
是露の依頼でかつて生まれたばかりのとわとせつなを始末しようとしたが、殺生丸に撃退された上に、自らが持っていた2つの虹色真珠を奪われた。
それから約14年後に、金禍・銀禍を利用して虹色真珠の奪還を画策したが、兼光の巴に金禍の炎を受けたせつなに倒された。

#### 狸平家関連
狸平 菊之助（まみだいら きくのすけ）
声 - ファイルーズあい
狸平家の若君。先代当主の次男にして竹千代の実弟であり、容姿や声は竹千代に似ているが、控えめな性格。
狸穴 将監（まみあな しょうげん）
声 - 飛田展男
狸平家の大家老。自身が狸平家の実権を握るため、竹千代の暗殺を謀り、菊之助に家督を継がせようと企む。10数年前に犬夜叉やかごめらに狸穴島で屏風に封印された「満月狸」の復活を目論む。

#### その他の妖怪
根の首（ねのくび）
声 - 江頭宏哉
犬夜叉と出会う前の桔梗が封印していた妖怪。
本編から約18年前に犬夜叉たちに退治されたものの、残骸が「時代樹」と同化したことで時空を超える能力を獲得した。せつなともろはが出会ったことにより、虹色真珠の奪取を狙い、彼女たちを令和の世にタイムスリップさせた。
初出は原作の特別編『あれから』である。
三つ目上臈（みつめじょうろう）
声 - 生天目仁美
百足の下半身と三つ目が特徴的な女性の妖怪で、『犬夜叉』本編の最初の敵であった百足上臈の孫娘。
妖怪退治屋の討伐対象とされており、せつなたちやもろはと交戦するが、せつなともろはの虹色真珠を相次いで奪ったために根の首に狙われ、せつなやもろは共々現代へと飛ばされる。残るとわの虹色真珠の奪取も目論んだが、とわの攻撃を受けた末、せつなに頭部を刺されて止めをさされた。
大化け猫（おおばけねこ）
声 - 木内太郎
「古寺峠」の古寺に封じられていた巨大な化け猫。手下の化け猫を操ることができる。
100年前に退治され古寺の床下に死体を葬られていたが、寺を訪れた美男子の僧侶・寿庵（じゅあん)（声 - 川原慶久）の経によって目覚め、彼に取り付き旅人や退治に来た人間を食っていた。
とわの持つ妖力を奪う力によって力の源である猫の手を切られ倒され、生還した寿庵は自分の未熟さを思い知り還俗することを選んだ。
『犬夜叉』原作漫画における尼寺の化け猫のエピソードが基になっており、寿庵は同エピソードの尼僧に相当するキャラクターである。
冥福（めいふく）
声 - 広橋涼
亀の妖怪・冥王獣の息子。幼い少年のような外見だが、実年齢は50歳ほど。
渾沌によって父・冥王獣を殺害されており、父の甲羅の奪還を狙っているが、非常に臆病な性格ゆえに渾沌を恐れており、もろはに盾になるように言われたにもかかわらずとわの腹部に張り付いていた。その強固な甲羅がとわの助けとなり、父の甲羅の奪還に成功した。
冥王獣（めいおうじゅう）
声 - 西前忠久
冥福の父である亀の妖怪。
本編から50年前に渾沌によって殺害され、その甲羅の一部を彼の鎧として加工されていた。
『犬夜叉』本編にも同名の妖怪が登場しており担当声優も同じであるが、こちらは僧に滅ぼされた後に魍魎丸の肉を食べて復活した設定となっていた。
沼渡（ぬまわたり） / 毒蛟（どくみずち）
声 - 江頭宏哉 / 木内太郎
沼に取り付いた妖怪。
近くに住まう彦丸（声 - 川上千尋）と千代（声 - 胡麻鶴彩）の両親を始めとした多くの生き物が食われていたことから「人喰い沼」と呼ばれていたが、実態は沼に成り代わり生き物を食らう沼渡が住み着き、さらに妖毒を放つ巨大な人面蛇の毒蛟が共生した住処となっていた。
毒蛟の毒霧と毒の溶けた沼水でとわたちを圧倒するが、せつなが沼に伝わる仙女の薬草で沼渡を浄化し、沼渡の守りを失った毒蛟をとわが一刀にした。沼渡たちが倒されたことで、沼はかつての美しい姿を取り戻した。
『犬夜叉』原作漫画において別々に登場した妖怪だが、今作ではひとつのエピソードに統合する形で登場した。
焔（ほむら）
声 - 後藤光祐
山の邪神。炎を操る能力を持ち、雪山の上に環境を春同然に整えた屋敷を構えている。
とわとせつなの幼少期、是露の依頼を受けで彼女たちを殺すため森ごと焼き払い、2人の離別の原因を作った。
その後、山の麓に住む美貌の村娘・玉乃（声 - 水瀬いのり）を見初めて屋敷に連れ去り共に暮らしていたが、彼女の顔を見る自分以外の男たちを過剰な嫉妬から焼き殺し続け、さらには玉乃を座敷牢に閉じ込めるという行為に出る。逃げ出した玉乃を保護した理玖の依頼で退治に来た夜叉姫たちと対峙し、とわとせつながかつて殺し損ねた娘であることに気付き交戦するが、理玖と共に様子を見に来た玉乃に強く拒絶されたショックにより妖力を暴走させ、自分や屋敷もろとも焼け死んだ。
二代目宝仙鬼（にだいめほうせんき）
声 - 斎藤志郎
宝石を司る鬼の妖怪。本編から約18年前に、理玖から借りた「緑色」の虹色真珠と十六夜の紅の力で黒真珠を完成させ、犬夜叉に届けた。
蛾々御前（ががごぜん）
声 - 勝杏里
侍の姿をした蛾の妖怪。一人称は「アタシ」。兼光の巴の以前の所有者で、固有の能力として口から毒霧や糸を吐き出す。複数の妖怪を従えており、100人の侍を食ったと豪語するほど腕に覚えがある。
本編から約3年前、半妖を食うために紫織が妖力を失う蝕の日（日食）を狙って隠れ里を襲撃する。待ち伏せしていたせつなたちに手下全てを倒されながらも、自身を退治するため尾行していた弥勒共々圧倒するが、妖怪の血に目覚め暴走したせつなによって八つ裂きにされた。
耳千里（みみせんり）
声 - 麻生智久
敏耳妖怪。再び方々に散った虹色真珠のありかを聞きに来た理玖に虹色真珠や殺生丸に関する数多の声を聞かせる。
海蛇女（うみへびおんな）
声 - 小松由佳
半人半蛇の女妖怪。蛇の髪を持ち、目から放たれる光で自分と目を合わせた者を石に変えることができる。
かつては海を守り漁村の人々を救う「わたつみのたまひ」という妖霊だったが、あるとき溺れていたところを助けた漁師の男（声 - 木内太郎）に好意を抱き、彼の姿を見たいがために海蛇の姿に変化して浜を訪れていた。しかし、「海蛇の尾は不吉の象徴」として漁師の間で忌避されていたため村の漁師たちから散々痛めつけられ、皮肉にも惚れた男の銛で頸を断たれてしまった。その悲しみと怒りから醜い妖怪へと墜ち、惚れた男を含む漁師たちを石化させ、さらにはかつての自分と同じく美しい長い髪を持つ女たちを嫉妬から襲い続けていた。
朴仙翁の手がかりを求め漁村を訪れていたせつなを次の獲物に定め、人間の尼に化けて罠にかける。琥珀たち退治屋やとわの介入を受けた末、所縁の断ち切りによって石化した男の懺悔と告白を聞かされたことでかつての姿に戻り、悲しみの表情を浮かべて海に沈んでいった。
朴仙翁（ぼくせんおう）
声 - 土師孝也
朴の木の妖怪。鉄砕牙・天生牙の鞘は彼の枝から作られている。博識だが気位が高く、半妖・四半妖を見下している。
吸妖魂の根の在処を聞きに来たとわたちを一蹴するが、もろはの口車に乗せられ産霊山のことを教えてしまう。
妖霊獣（ようれいじゅう）
産霊山の結界を護る妖怪。妖気を纏った四つ首の骸骨の龍のような姿をしている。
問題が生じた時に備えて麒麟丸に配された妖怪で、山から出ようとする者に容赦なく襲いかかる。
りおんによって結界が解かれたことで現れるが、斬星剣を手に入れたとわの「双頭の蒼龍破」によって倒された。
冥道丸（めいどうまる）
声 - 羽多野渉
時の風車や冥道石を守護するオカマじみた男性妖怪。殺生丸の母曰く、時の風車を渡れなかった者たちの怨念の集合体。薙刀のような武器を使用する。とわ・せつな・もろはとの戦いに敗れる。

### 半妖
逆叉（さかさ）
声 - 白石兼斗
600年前にとある人間の領主＝大殿〈武将〉（声 - 内野孝聡）に仕える半妖。その際、大殿を麒麟丸に真っ二つにされた恨みから麒麟丸の娘りおんを人質にして殺害した。その後、麒麟丸に首をはねられ白骨化して死亡する。見た目は普通の人間の少年であり、劇中で半妖らしい特徴を見せることは無かった。彼の存在が麒麟丸が半妖・四半妖を蔑む原因となる。
妖霊蝶での最終決戦時に希林理が彼の幻影に変身するが、過去の恐怖を克服したりおんに敗れる。

### 戦国時代の人物
扇谷柊弾正（おうぎがやつひいらぎだんじょう）
声 - 田中正彦
関東管領。愛矢の父。宗久を配下としているが、彼の正体は知らなかった。
本物の菊十文字を所持していたとわを捕らえ、宗久の助言で扇谷柊家の行く末をとわに問い詰めようとしたが、助けに来たせつなともろはに妨害される。
愛矢の傲慢な性格に悩むが嘘泣きを本気で泣いていると信じてしまう辺り、甘い性格でもある。
愛矢（あいや）
声 - 山岡ゆり
扇谷柊弾正の娘で姫。公式サイトとエンディングでは「愛矢姫」と表示。天真爛漫かつ無邪気な性格だが、自己中心的でずる賢く傲慢な一面もある。
妖怪退治屋の翡翠・六太・七助に、もろはを含む5人の賞金稼ぎと争う「合戦」を持ちかけ、退治屋が勝利すれば召し抱えると告げる。合戦当日、もろはがとわに合戦のことを喋ってしまい、事情を知らないとわが合戦の場に現れたことで現場が混乱に陥っても止めようとしないばかりか、興奮して戦いを盛り上げるように煽る言動を繰り返す。
実は父の部下に捕らわれたとわを救出するため屋敷に乗り込んだせつな・もろはとすれ違った際に跳び跳ねた泥で着物の袖が汚れてしまい、愛矢姫は二人のせいで着物を台無しにされたと逆恨みしていた。やがて2人の素性を知って「退治屋と賞金稼ぎの合戦」という名目で戦わせようと目論み、召し抱えの話も翡翠たちを言いくるめるための作り話だった。
しかし、本音を語っているところを琥珀に聞かれたことで計画が頓挫し、父からも自身に断りも無く身勝手な振る舞いをしていたことを叱られるが、愛矢姫は嘘泣きをして説教をやり過ごしていた。
理玖（りく）
声 - 福山潤
麒麟丸・是露姉弟の配下である青年。
飄々とした性格で、是露の言葉から「粋であること」を是とした振る舞いを信条とする。江戸言葉じみた口調が特徴で、一人称は「おいら」。自らを「陸に上がった海賊」「麒麟丸に打ち捨てられたもの」としている。
同じ麒麟丸の配下の四凶との仲は悪く、窮寄や渾沌からは麒麟丸が自分たちよりも理玖に対する信頼が大きいことを疎まれ「紛い物」「木偶人形」などと呼ばれている。
左耳の青い玉飾り（虹色真珠とは異なる）を指で弾くことで物体を操る、瞬間移動といった様々な術を使うことができる。自ら戦う際にはカットラスを使用する。獣兵衛曰く「四凶を容易く退治できるほどの力の持ち主」である（実際に饕餮の首を易々と切断している）が、「愛する人しか殺さない」という信条から自らの手で倒すのを拒んでいる。ただし、四凶の中でも特に仲が悪かった饕餮に関しては「例外」として理玖が直接手を下しており、珍しく怒りを露にしていた。
是露を「アネさん」と呼んで慕っており、彼女に全ての虹色真珠を返還しようと画策。宝仙鬼の黒真珠政策に助力し、虹色真珠を持つ四凶の退治を屍屋を通じてとわたちに依頼するなど、物語の裏で暗躍していた。
一方で「銀色」の虹色真珠を狙って近づいたとわとの交流の中で、彼女と心を通わせ思い入れるようになる。是露がとわを狙っていることを知りつつも、時に己が身を犠牲にしても護ろうとする。
その正体は約600年前に犬の大将に敗北した麒麟丸が怒りと屈辱の象徴として大将に切り落とされた角から生みだした分身。200年前は自我や感情に乏しく言葉遣いも淡々としたもので、相手の言葉の意味を正確に理解しないまま行動することが多かった。麒麟丸と視覚や聴覚を共有しており、見聞きしたことが全て麒麟丸に筒抜けの状態にあったが、理玖は共有の事実を知らされていなかった。
とわからの譲渡もあって全ての虹色真珠を是露の下に集めるものの、麒麟丸と是露が決別。麒麟丸を不意打ちの末裏切り、是露に付き添う。その後是露のために再び虹色真珠を集めるが、麒麟丸のこれ以上の介入を危惧した是露から感覚共有の事実を聞かされ絶縁を言い渡された。
産霊山からりおんの封印が解かれた後はりおんと行動を共にとる。是露が犬の大将との縁を断ち切った際は彼女を刀で介錯して引導を渡した。同じく麒麟丸の分身であった希林がりおんを妖霊蝶に取り込んだ際は、とわと共闘して希林と戦うも希林に致命傷を負わされ、とわに看取られながら消滅する。しかし、りおんから魂、麒麟丸から魄を与えられたことで復活する。一度は死亡した身であるためにとわたちの前に姿を現すのは気恥ずかしかったため、最終話では鹿猪（かい）という偽名で正体を隠して夜叉姫たちに伊予の国での妖怪退治を依頼するが、とわに正体を見破られた。

### その他
阿久留（あくる）
風車を持ち走り回る童子姿の精霊。
「時の風車」を動かすのに必要な存在で、麒麟丸が殺生丸に探させている。
理由は不明だが、殺生丸と従者の邪見、彼の娘であるとわとせつな以外の人物は阿久留の姿を認識することができない。

## 用語
前作にも登場する設定はこちらを参照。
時代樹（じだいじゅ）
声 - 日髙のり子
時間を超える力を持つ大樹。現代では日暮神社の中に御神木として存在している。
かつて犬夜叉とかごめが時代を渡る手段であった骨喰いの井戸の材料であり、井戸とは地下で繋がっている。本編から18年前に倒された根の首の残骸が一体化している。
意志を持っており、とわたちの前には桔梗を模した精霊の姿で現れ、時代に仇をなす麒麟丸とそれに絡む殺生丸の討伐を依頼したが、とわとせつなには拒否される。
森の火災の際に現代へとわを送ったのは時代樹の意図であり、せつなに夢の胡蝶の蛹を取り付けてりんの時を止めるよう邪見へ助言もしている。
虹色真珠（にじいろしんじゅ）
複数の異なる色の宝珠の総称であり、「虹色」の名の通り全部で7色存在する。四魂の玉と同様所有者に様々な力を与え、一部の妖怪からはその力が強化されるために狙われている。もろはによると、瞳に宿せるのは半妖のみ。
その実態は200年前に、四魂の玉が犬の大将の死を悼んだ是露の願いを聞き入れ、彼女の涙からその妖力と感情を真珠として分離・生成したもの。それらと共に四魂の玉の力が宿っており、妖力強化といった類似した効果を持つ。理玖の暗躍によって真珠が是露のもとに集まるも、姉の振る舞いを嫌った麒麟丸の手で再び分散させられた。
是露と理玖によって再び集められるも、これまでの所有者の記憶を有するようになっており、紅差しに入れられていたことで「赤色」には十六夜の記憶をも宿してしまっている。
夢の胡蝶（ゆめのこちょう）
人の夢を喰う蝶。精霊や呪術の一種とされ、夢を喰われた者は眠ることができず、夢を見ることもできなくなる。夢の世界にいるとされているが、産霊山に生息しているとの話もある。
取り付く者によって色が変化し、せつなには黄緑色の個体が、りおんには紅紫色の個体が現れている。
産霊山（むすびやま）
精霊が産まれるとされる山。その山肌は人の顔にも見える。夢の胡蝶も生息していると言われている。
中心部には聖なる力が満ちているが、周囲は邪悪な妖力によって結界が張られ、問答に正しい答えをしなければ入ることはできない。ただし、強力な霊力を持った者は結界を突破することができる。
その中枢部には麒麟丸の娘であるりおんが封じられていた。
妖霊星（ようれいせい）
470年周期で接近する禍々しい彗星。地球に接近すると邪気のようなものを内包した巨大な破片を地上へ落下させる。約500年前に飛来した際は犬の大将と麒麟丸によって破片は破壊されたが、約14年前に再度飛来。犬夜叉と殺生丸の力で破片は再び破壊された。
令和の時代にも飛来が迫っており、希林がその存在を知覚している。
妖霊蝶（ようれいちょう）
蝶に似た形状をした妖霊星の真の姿。大量の妖気を妖霊星内部に注入することにより誕生する。
本編では縁を結んだりおんの意向を組んで戦国時代の全ての妖怪たちを滅ぼそうとした。
剛臆の試し（ごうおくのためし）
獅子は我が子を千尋の谷に突き落とし、這い上がった強い子を育てるというならわしの、作中での呼び方。
時の風車（ときのふうしゃ）
殺生丸の母の館にある糸車にも似た巨大な風車。長らく動いていなかったが、阿久留の出現と共に僅かに動いた。冥道丸というオカマじみた男性妖怪が守護している。彼を倒さないと動かない。
吸妖魂の根（きゅうようこんのね）
妖力を無尽蔵に吸い込み、そして吐き出すことができるとされる究極の武器。麒麟丸が唯一恐れている。
宝玉に木の根が絡みついた簪のような見た目をしている。りおんの力で産霊山の結界の妖力を吸い取り「星斬りの笛」に変化した。

## スタッフ
- 監督 - 佐藤照雄（壱の章）、菱田正和（弐の章）[17]
- シリーズ構成 - 隅沢克之[17]
- メインキャラクターデザイン - 高橋留美子[17]
- アニメーションキャラクターデザイン・総作画監督 - 菱沼義仁[17]
- 美術監督 - 池田繁美、丸山由紀子[17]
- 撮影監督 - 小川滋見[17]
- 色彩設計 - 佐藤美由紀[17]
- 編集 - 新居和弘[17]
- 音響監督 - 名倉靖[17]
- 音楽 - 和田薫[17]
- 原案協力 - 市原武法、大嶋一範、森脇健人、岡本吏莉（弐の章）
- 企画協力 - 富岡秀行、諏訪道彦
- エグゼクティブプロデューサー - 佐々木新、沢辺伸政→備前島幹人、佐々木加奈
- チーフプロデューサー - 小形尚弘、近藤秀峰、永井幸治
- プロデューサー - 仲寿和
- アニメーション制作 - サンライズ[17]
- 製作 - サンライズ[17]、小学館[17]、読売テレビ[17]

## 主題歌
『犬夜叉』時代はavex所属のアーティストが担当していたが、本作はSME所属のアーティスト（NEWSを除く）が担当する。

### 壱の章
「NEW ERA」
SixTONESによる第1クールオープニングテーマ。作詞はPage Grace、Dr. Loui、Naoki Itai、作曲・編曲はNaoki Itai、MEG。
「Break」
Uruによる第1クールエンディングテーマ。作詞・作曲はUru自ら行っており、編曲はYaffleが担当している。
「BURN」
NEWSによる第2クールオープニングテーマ。作詞はAKIRA、ヒロイズム、作曲・編曲はヒロイズム。
「結証」
緑黄色社会による第2クールエンディングテーマ。作詞は長屋晴子、作曲は小林壱誓、編曲はsoundbreakers、緑黄色社会。

### 弐の章
「ReBorn」
NEWSによる第1クールオープニングテーマ。作詞は篠原とまと、作曲・編曲はヒロイズム、伊藤賢、辻村有記。
「透明な世界」
Little Glee Monsterによる第1クールエンディングテーマ。作詞・作曲・編曲は渡辺拓也。
「共鳴」
SixTONESによる第2クールオープニングテーマ。作詞・作曲はSAEKI youthK、編曲はNaoki Itai、SAEKI youthK。
「穴空きの空」
adieuによる第2クールエンディングテーマ。作詞・作曲はクボタカイ、編曲はYaffle。

## 各話リスト
| 話数   | サブタイトル               | 脚本              | 絵コンテ                   | 演出                     | 作画監督 | 初放送日       |        |        |        |        |        |        |        |        |        |        |        |        |        |        |        |        |        |        |
| 壱の章 | 壱の章                     | 壱の章            | 壱の章                     | 壱の章                   | 壱の章 | 壱の章         | 壱の章 | 壱の章 | 壱の章 | 壱の章 | 壱の章 | 壱の章 | 壱の章 | 壱の章 | 壱の章 | 壱の章 | 壱の章 | 壱の章 | 壱の章 | 壱の章 | 壱の章 | 壱の章 | 壱の章 | 壱の章 |
| ------ | -------------------------- | ----------------- | -------------------------- | ------------------------ | --- | -------------- | ------ | ------ | ------ | ------ | ------ | ------ | ------ | ------ | ------ | ------ | ------ | ------ | ------ | ------ | ------ | ------ | ------ | ------ |
| 第1話  | あれからの犬夜叉           | 隅沢克之          | 佐藤照雄                   | 佐藤照雄                 | 中島里恵 | 2020年 10月3日 |        |        |        |        |        |        |        |        |        |        |        |        |        |        |        |        |        |        |
| 第2話  | 三匹の姫                   | 隅沢克之          | 佐藤照雄                   | 大島克也                 | 杉本幸子 三橋桜子 丸山修二                                                                                     | 10月10日       |        |        |        |        |        |        |        |        |        |        |        |        |        |        |        |        |        |        |
| 第3話  | 夢の胡蝶                   | 隅沢克之          | 戸部敦夫                   | イムガヒ                 | 戸部敦夫 | 10月17日       |        |        |        |        |        |        |        |        |        |        |        |        |        |        |        |        |        |        |
| 第4話  | 過去への扉                 | 隅沢克之          | 佐藤照雄                   | 河原龍太                 | 杉本幸子 竹森由加                                                                                              | 10月24日       |        |        |        |        |        |        |        |        |        |        |        |        |        |        |        |        |        |        |
| 第5話  | 赤骨御殿の若骨丸           | 隅沢克之          | 寺田和男                   | 横手颯太                 | 三浦春樹 丸山修二 斉藤和也                                                                                     | 10月31日       |        |        |        |        |        |        |        |        |        |        |        |        |        |        |        |        |        |        |
| 第6話  | 古寺の猫寿庵               | 千葉克彦          | 佐藤照雄                   | 森田侑希                 | 後藤望 吉田雄一 平山円 馬場一樹 岡崎洋美 久松沙紀                                                              | 11月7日        |        |        |        |        |        |        |        |        |        |        |        |        |        |        |        |        |        |        |
| 第7話  | 林檎の出会い               | 隅沢克之          | 大川貴大                   | 大久保朋                 | しんぼたくろう                                                                                                 | 11月14日       |        |        |        |        |        |        |        |        |        |        |        |        |        |        |        |        |        |        |
| 第8話  | 夢ひらきの罠               | 隅沢克之          | 山本恵                     | 山本恵                   | 中島里恵 | 11月21日       |        |        |        |        |        |        |        |        |        |        |        |        |        |        |        |        |        |        |
| 第9話  | 冥王獣の冥福               | 千葉克彦          | Mariachi HugYuk            | Mariachi HugYuk          | 片山学 中島里恵 尾崎正幸 山崎克之 髙瀬健一                                                                     | 11月28日       |        |        |        |        |        |        |        |        |        |        |        |        |        |        |        |        |        |        |
| 第10話 | 金と銀の虹色真珠           | 武上純希          | 大島克也                   | 大島克也                 | 杉本幸子 竹森由加 しんぼたくろう                                                                               | 12月5日        |        |        |        |        |        |        |        |        |        |        |        |        |        |        |        |        |        |        |
| 第11話 | 人喰い沼の呪い             | 金杉弘子          | 小野歩                     | 小野歩                   | 三浦春樹 中島里恵 山本直子 三橋桜子 笹嶋啓一 斉藤和也 前澤弘美                                                 | 12月12日       |        |        |        |        |        |        |        |        |        |        |        |        |        |        |        |        |        |        |
| 第12話 | 朔の夜、黒髪のとわ         | 武上純希 隅沢克之 | 寺田和男                   | 左藤洋二 松井健人        | 横山健次 丸山修二 宮田奈保美 廣中美佳                                                                          | 12月19日       |        |        |        |        |        |        |        |        |        |        |        |        |        |        |        |        |        |        |
| 第13話 | 戦国おいしい法師           | 千葉克彦          | 小野勝巳                   | 中込健人                 | 髙久美弥 杉本幸子 齋藤香 加藤洋人                                                                              | 12月26日       |        |        |        |        |        |        |        |        |        |        |        |        |        |        |        |        |        |        |
| 第14話 | 森を焼いた黒幕             | 金杉弘子          | 金子祥之                   | 児玉亮                   | しんぼたくろう                                                                                                 | 2021年 1月9日  |        |        |        |        |        |        |        |        |        |        |        |        |        |        |        |        |        |        |
| 第15話 | 月蝕、運命の惜別           | 隅沢克之          | こだま兼嗣                 | 鳥羽聡                   | 中島里恵 | 1月16日        |        |        |        |        |        |        |        |        |        |        |        |        |        |        |        |        |        |        |
| 第16話 | もろはの刃                 | 隅沢克之          | 小野勝巳                   | 河原龍太                 | 梶谷光春 後藤望 服部憲知 久松沙紀 前原薫 馬場一樹 吉田雄一                                                     | 1月23日        |        |        |        |        |        |        |        |        |        |        |        |        |        |        |        |        |        |        |
| 第17話 | 二凶の罠                   | 千葉克彦          | 松尾衡                     | 小田沙也加               | 片山みゆき 中本尚 尾崎正幸 中島里恵 山崎克之 加藤洋人 片山学                                                   | 1月30日        |        |        |        |        |        |        |        |        |        |        |        |        |        |        |        |        |        |        |
| 第18話 | 殺生丸と麒麟丸             | 千葉克彦          | 寺田和男                   | 鳥羽聡                   | 福島豊明 斉藤和也 三橋桜子 丸山修二 前澤弘美 加藤洋人                                                          | 2月6日         |        |        |        |        |        |        |        |        |        |        |        |        |        |        |        |        |        |        |
| 第19話 | 愛矢姫の紅夜叉退治         | 金杉弘子          | 増田敏彦                   | 左藤洋二 松井健人        | 横山健次 高久美弥 中島里恵 廣中美佳 宮田奈保美                                                                 | 2月13日        |        |        |        |        |        |        |        |        |        |        |        |        |        |        |        |        |        |        |
| 第20話 | 半妖の隠れ里               | 千葉克彦          | 小野勝巳                   | 中込健人                 | 杉本幸子 諏訪可奈恵 山本直子 奥野倫史 髙久美弥                                                                 | 2月20日        |        |        |        |        |        |        |        |        |        |        |        |        |        |        |        |        |        |        |
| 第21話 | 虹色真珠の秘密             | 隅沢克之          | 大島克也                   | 大島克也                 | しんぼたくろう 高久美弥 中島里恵                                                                               | 2月27日        |        |        |        |        |        |        |        |        |        |        |        |        |        |        |        |        |        |        |
| 第22話 | 奪われた封印               | 隅沢克之          | 小野歩                     | 小野歩                   | 中島里恵 宮田奈保美 加藤洋人 中本尚                                                                            | 3月6日         |        |        |        |        |        |        |        |        |        |        |        |        |        |        |        |        |        |        |
| 第23話 | 三姫の逆襲                 | 隅沢克之          | 寺田和男                   | 佐藤照雄                 | 宍戸久美子 竹内進二 三橋桜子 佐々木一浩 丸山修二 加藤洋人 中本尚 佐藤寿子                                      | 3月13日        |        |        |        |        |        |        |        |        |        |        |        |        |        |        |        |        |        |        |
| 第24話 | 殺生丸の娘であるということ | 隅沢克之          | 戸部敦夫                   | 佐藤照雄                 | 戸部敦夫 しんぼたくろう 小菅和久 横山健次 前澤弘美                                                             | 3月20日        |        |        |        |        |        |        |        |        |        |        |        |        |        |        |        |        |        |        |
| 弐の章 |                            |                   |                            |                          | |                |        |        |        |        |        |        |        |        |        |        |        |        |        |        |        |        |        |        |
| 第25話 | 天生牙を持つということ     | 隅沢克之          | 菱田正和                   | 鳥羽聡                   | 中島里恵 | 2021年 10月2日 |        |        |        |        |        |        |        |        |        |        |        |        |        |        |        |        |        |        |
| 第26話 | 海の妖霊                   | 金杉弘子          | 寺田和男                   | 中込健人                 | 小菅和久 杉本幸子 中澤あこ 諏訪可奈恵 中島里恵 中本尚 髙久美弥                                                 | 10月9日        |        |        |        |        |        |        |        |        |        |        |        |        |        |        |        |        |        |        |
| 第27話 | 銀鱗の呪い                 | 隅沢克之          | 大島克也                   | 大島克也                 | しんぼたくろう                                                                                                 | 10月16日       |        |        |        |        |        |        |        |        |        |        |        |        |        |        |        |        |        |        |
| 第28話 | 産霊山の結界               | 隅沢克之          | 米田光宏                   | 米田光宏                 | 髙久美弥 宍戸久美子 三橋桜子 江藤大気 丸山修二                                                                 | 10月23日       |        |        |        |        |        |        |        |        |        |        |        |        |        |        |        |        |        |        |
| 第29話 | りおんという名の少女       | 隅沢克之          | 小野歩                     | 小野歩                   | 横山健次 中島里恵 尾崎正幸 今田茜                                                                              | 10月30日       |        |        |        |        |        |        |        |        |        |        |        |        |        |        |        |        |        |        |
| 第30話 | 退治屋翡翠                 | 金杉弘子          | 増田敏彦                   | 豆塚隆                   | 佐藤寿子 片山学 竹上貴雄 山本直子 加瀬政広                                                                     | 11月6日        |        |        |        |        |        |        |        |        |        |        |        |        |        |        |        |        |        |        |
| 第31話 | 竹千代の依頼               | 隅沢克之          | 戸部敦夫                   | 鳥羽聡                   | 齋藤和也 細田沙織 佐々木一浩 浪上悠里 中本尚 丸山修二 宍戸久美子 三橋桜子                                      | 11月13日       |        |        |        |        |        |        |        |        |        |        |        |        |        |        |        |        |        |        |
| 第32話 | 七星の小銀河               | 隅沢克之          | 寺田和男                   | 中込健人                 | 中島里恵 | 11月20日       |        |        |        |        |        |        |        |        |        |        |        |        |        |        |        |        |        |        |
| 第33話 | 魔夜中の訪問者             | 隅沢克之          | 原英和                     | 原英和                   | 杉本幸子 小菅和久 細田沙織 中本尚 尾崎正幸 中島里恵 髙久美弥 齊藤和也 浪上悠里 三橋桜子 諏訪可奈恵             | 11月27日       |        |        |        |        |        |        |        |        |        |        |        |        |        |        |        |        |        |        |
| 第34話 | 決戦の朔（前編）           | 隅沢克之          | 馬引圭                     | 馬引圭                   | しんぼたくろう                                                                                                 | 12月4日        |        |        |        |        |        |        |        |        |        |        |        |        |        |        |        |        |        |        |
| 第35話 | 決戦の朔（後編）           | 隅沢克之          | 増田敏彦                   | 豆塚隆                   | 髙久美弥 江藤大気 宍戸久美子 丸山修二 三橋桜子 佐藤寿子                                                        | 12月11日       |        |        |        |        |        |        |        |        |        |        |        |        |        |        |        |        |        |        |
| 第36話 | 永遠にない場所             | 隅沢克之          | 大島克也                   | 大島克也                 | 横山健次 中島里恵 尾崎正幸 中本尚                                                                              | 12月18日       |        |        |        |        |        |        |        |        |        |        |        |        |        |        |        |        |        |        |
| 第37話 | 是露の想い                 | 隅沢克之          | 米田光宏                   | 米田光宏                 | 片山学 竹上貴雄 中島里恵 山本直子 三橋桜子                                                                     | 12月25日       |        |        |        |        |        |        |        |        |        |        |        |        |        |        |        |        |        |        |
| 第38話 | 東雲の麒麟丸               | 隅沢克之          | 小野歩                     | 小野歩                   | 丸山修二 齊藤和也 細田沙織 髙久美弥 三橋桜子                                                                   | 2022年 1月8日  |        |        |        |        |        |        |        |        |        |        |        |        |        |        |        |        |        |        |
| 第39話 | 親子の再会                 | 隅沢克之          | Terry                      | 鳥羽聡                   | 中島里恵 宍戸久美子 江藤大気 杉本幸子                                                                          | 1月15日        |        |        |        |        |        |        |        |        |        |        |        |        |        |        |        |        |        |        |
| 第40話 | 三姫の脱出                 | 隅沢克之          | 戸部敦夫                   | 中込健人                 | 王國年 中島里恵 小菅和久 中本尚 杉本幸子 尾崎正幸 前原薫 丸山修二                                              | 1月22日        |        |        |        |        |        |        |        |        |        |        |        |        |        |        |        |        |        |        |
| 第41話 | 阿久留のかざぐるま         | 隅沢克之          | 児谷直樹                   | 児谷直樹                 | しんぼたくろう 片山学 戸部敦夫                                                                                 | 1月29日        |        |        |        |        |        |        |        |        |        |        |        |        |        |        |        |        |        |        |
| 第42話 | 崩壊する時の風車           | 隅沢克之          | 戸部敦夫 中村哲治 児谷直樹 | 鳥羽聡                   | 横山健次 宍戸久美子 丸山修二 江藤大気 細田沙織 斎藤和也 前原薫 中本尚                                          | 2月5日         |        |        |        |        |        |        |        |        |        |        |        |        |        |        |        |        |        |        |
| 第43話 | 暗転の舞台                 | 隅沢克之          | Terry                      | 米田光宏                 | 中島里恵 髙久美弥 山本直子 三橋桜子 尾崎正幸 竹上貴雄                                                          | 2月12日        |        |        |        |        |        |        |        |        |        |        |        |        |        |        |        |        |        |        |
| 第44話 | 妖霊星が墜ちる時           | 隅沢克之          | 豆塚隆                     | 豆塚隆                   | 佐藤寿子 片山学 前原薫 小菅和久 中本尚 凌空凛 尾崎正幸 三橋桜子                                                | 2月26日        |        |        |        |        |        |        |        |        |        |        |        |        |        |        |        |        |        |        |
| 第45話 | 希林理の妖征伐             | 隅沢克之          | 大島克也                   | 大島克也                 | 中島里恵 宍戸久美子 丸山修二 江藤大気 細田沙織                                                                 | 3月5日         |        |        |        |        |        |        |        |        |        |        |        |        |        |        |        |        |        |        |
| 第46話 | 絶望の妖霊蝶               | 隅沢克之          | 菱田正和                   | 小野歩                   | 横山健次 髙久美弥 中島里恵 山本直子 竹上貴雄 尾崎正幸 三橋桜子                                                 | 3月12日        |        |        |        |        |        |        |        |        |        |        |        |        |        |        |        |        |        |        |
| 第47話 | 父と娘と                   | 隅沢克之          | 戸部敦夫                   | 菱田正和                 | 戸部敦夫 中本尚 中島里恵 前原薫 小菅和久 前澤弘美 齋藤和也 奥野倫史 三橋桜子 今田茜 尾崎正幸 竹上貴雄 髙久美弥 | 3月19日        |        |        |        |        |        |        |        |        |        |        |        |        |        |        |        |        |        |        |
| 第48話 | 永遠に続く未来             | 隅沢克之          | Terry                      | 米田光宏 豆塚隆 土門健一 | 片山学 中島里恵 江藤大気 宍戸久美子 丸山修二 戸部敦夫                                                          | 3月26日        |        |        |        |        |        |        |        |        |        |        |        |        |        |        |        |        |        |        |

## 放送局
| 放送期間                                 | 放送時間                     | 放送局                                                            | 対象地域 | 備考                  |
| ---------------------------------------- | ---------------------------- | ----------------------------------------------------------------- | -------- | --------------------- |
| 2020年10月3日 - 2021年3月20日            | 土曜 17:30 - 18:00           | 読売テレビ（制作局）をはじめとする 日本テレビ系列フルネット局28局 | 日本国内 | 連動データ放送        |
| 2020年10月4日 - 2021年3月21日            | 日曜 7:00 - 7:30             | テレビ大分                                                        | 大分県   | NNS/FNSクロスネット局 |
| 2020年10月30日 - 2021年4月16日           | 金曜 1:30 - 2:00（木曜深夜） | 日テレプラス                                                      | 日本全域 | CS放送                |
| 日テレプラスを除く全局で字幕放送を実施。 |                              |                                                                   |          |                       |

| 配信開始日    | 配信時間                   | 配信サイト |
| ------------- | -------------------------- | --- |
| 2020年10月3日 | 土曜 18:00 更新            | ytv MyDo! TVer GYAO! Hulu |
| 2020年10月8日 | 木曜 0:00（水曜深夜） 更新 | バンダイチャンネル ふらっと動画 TELASA J:COMオンデマンド auスマートパスプレミアム dTV dアニメストア U-NEXT アニメ放題 ひかりTV Netflix Amazon Prime Video Rakuten TV GYAO!ストア ビデオマーケット DMM.com Google Play HAPPY!動画 ムービーフルplus |

| 放送期間                                 | 放送時間                     | 放送局                                                            | 対象地域 | 備考                      |
| ---------------------------------------- | ---------------------------- | ----------------------------------------------------------------- | -------- | ------------------------- |
| 2021年10月2日 - 2022年3月26日            | 土曜 17:30 - 18:00           | 読売テレビ（制作局）をはじめとする 日本テレビ系列フルネット局28局 | 日本国内 | 連動データ放送            |
| 2021年10月3日 - 2022年3月27日            | 日曜 7:00 - 7:30             | テレビ大分                                                        | 大分県   | NNS/FNSクロスネット局     |
| 2021年10月27日 -                         | 水曜 0:30 - 1:00（火曜深夜） | 日テレプラス                                                      | 日本全域 | CS放送 / リピート放送あり |
| 日テレプラスを除く全局で字幕放送を実施。 |                              |                                                                   |          |                           |

| 配信開始日     | 配信時間                   | 配信サイト |
| -------------- | -------------------------- | --- |
| 2021年10月2日  | 土曜 18:00 更新            | TVer GYAO! ytv MyDo! Hulu Amazon Prime Video                                                                                             |
| 2021年10月7日  | 木曜 0:00（水曜深夜） 更新 | バンダイチャンネル TELASA J:COMオンデマンド メガパック milplus auスマートパスプレミアム dアニメストア U-NEXT アニメ放題 ひかりTV Netflix |
|                | 木曜 18:00 更新            | dTV |
| 2021年10月14日 | 木曜 12:00 更新            | ふらっと動画 |
| 不明           | 不明                       | Rakuten TV GYAO!ストア ビデオマーケット DMM.com TSUTAYA TV Google Play music.jp HAPPY!動画 ムービーフルplus                              |

## BD / DVD
前作に当たる『犬夜叉 完結編』に引き続き、アニプレックスから発売。
| 巻 | 発売日        | 収録話          | 規格品番      | 規格品番      |
| 巻 | 発売日        | 収録話          | BD            | DVD           |
| -- | ------------- | --------------- | ------------- | ------------- |
| 1  | 2021年3月24日 | 第1話 - 第12話  | ANZX-12931〜4 | ANZB-12931〜4 |
| 2  | 2021年6月23日 | 第13話 - 第24話 | ANZX-12935〜8 | ANZB-12935〜8 |
| 3  | 2022年3月2日  | 第25話 - 第36話 | ANZX-12939    | ANZB-12939    |
| 4  | 2022年5月11日 | 第37話 - 第48話 | ANZX-12943    | ANZB-12943    |

## 漫画
椎名高志によるコミカライズ作品『〜異伝・絵本草子〜 半妖の夜叉姫』が、『週刊少年サンデーS』（小学館）にて2021年11月号より2025年8月号まで連載された。「異伝」と題しているように、アニメ本編とは一部設定が異なる。
- 椎名高志（漫画）、高橋留美子（メインキャラクターデザイン）、隅沢克之（脚本協力） 『〜異伝・絵本草子〜 半妖の夜叉姫』 小学館〈少年サンデーコミックススペシャル〉、全10巻
  1. 2022年1月18日発売[35]、ISBN 978-4-09-850880-8
  2. 2022年5月18日発売[36]、ISBN 978-4-09-851144-0
  3. 2022年10月12日発売[37]、ISBN 978-4-09-851300-0
  4. 2023年4月18日発売[38]、ISBN 978-4-09-852035-0
  5. 2023年8月18日発売[39]、ISBN 978-4-09-852811-0
  6. 2024年2月16日発売[40]、ISBN 978-4-09-853038-0
  7. 2024年5月17日発売[41]、ISBN 978-4-09-853408-1
  8. 2024年11月18日発売[42]、ISBN 978-4-09-853756-3
  9. 2025年5月16日発売[43]、ISBN 978-4-09-854120-1
  10. 2025年8月18日発売[44]、ISBN 978-4-09-854214-7